# Escut de Rocallaura
L'escut oficial de Rocallaura té el següent blasonament:
Escut caironat: de sinople, dos rencontres de bou d'or units per un jou de sable, acompanyats a la punta d'un roc d'argent.

## Història
Va ser aprovat el 12 de juliol del 2006 i publicat al DOGC el 10 d'agost del mateix any.
El jou i els bous són elements tradicionals de les armes parlants de Rocallaura, que fan referència al nom del poble (específicament al fet de llaurar), igual com el roc, afegit més modernament, arran de l'oficialització de l'escut. Amb tot i això, es tracta tan sols d'una etimologia popular, perquè el topònim Rocallaura sembla que prové de l'àrab, amb el significat de 'morro de roca'.
Com és norma en tots els escuts de les entitats municipals descentralitzades, el de Rocallaura no porta corona.